# Клетнянский район
Клетня́нский райо́н —  административно-территориальная единица (район) и муниципальное образование (муниципальный район) в Брянской области России.
Административный центр — посёлок городского типа Клетня.

## География
Район расположен на северо-западе Брянской области, площадь его территории составляет 1580 км².
Основные реки — Ипуть, Надва (левый приток р. Ипуть), в которую впадают Лутенка, Задня, Опороть, Дрегина, Быстрая. Также протекают реки — Вороница (левый приток р. Ипуть), Добрыня, Нежеровка, Пастевина, Прыщанка, Сварка, Тельча, Чёрная.
Озера — Первое, Второе, Третье, Старица. Всего на территории района 29 озёр зеркальной площадью 475 гектаров, 32 родника.

## История
Клетнянский район был образован в 1929 году на основе Людинковской волости Бежицкого уезда Брянской губернии и до 1935 года назывался Людинковским, т.к. райцентр — ныне пгт Клетня — носил название Людинка. Первоначально район входил в состав Рославльского округа Западной области.
В 1937 году была образована Орловская область, в которую вместе с другими районами нынешней Брянской области вошёл и Клетнянский район.
В годы Великой Отечественной войны Клетняский лес на территории района стал местом активных действий партизанских отрядов — в частности, Первой Клетнянской партизанской бригады.
5 июля 1944 года Указом  Президиума Верховного Совета СССР была образована Брянская область, в состав которой был включен и Клетнянский район. В период административных реформ 1963—1965 гг. район был временно упразднён, а его территория входила в Жуковский район.

## Население
| 2002    | 2009    | 2010    | 2011    | 2012    | 2013    | 2014    | 2015    | 2016    |
| ------- | ------- | ------- | ------- | ------- | ------- | ------- | ------- | ------- |
| 22 501  | ↘20 600 | ↘20 166 | ↘20 084 | ↘19 776 | ↘19 552 | ↘19 279 | ↘19 066 | ↘18 960 |
| 2017    | 2018    | 2019    | 2020    | 2021    |         |         |         |         |
| ↘18 638 | ↘18 316 | ↘18 039 | ↘17 874 | ↘17 032 |         |         |         |         |

### Урбанизация
В городских условиях (пгт Клетня) проживают  70,14 % населения района.

### Национальный состав
По итогам переписи населения 2020 года проживали следующие национальности (национальности менее 0,1 % и другое, см. в сноске к строке «Другие»):
| Национальность | Численность, чел. | Доля     |
| -------------- | ----------------- | -------- |
| Русские        | 16 720            | 98,17 %  |
| Украинцы       | 30                | 0,18 %   |
| Другие         | 282               | 1,65 %   |
| Итого          | 17 032            | 100,00 % |

## Административно-муниципальное устройство
Клетнянский район в рамках административно-территориального устройства области, включает 6 административно-территориальных единиц, в том числе 1 поселковый административный округ и 5 сельских административных округов.
Клетнянский муниципальный район в рамках муниципального устройства, включает 6 муниципальных образований нижнего уровня, в том числе 1 городское поселение и 5 сельских поселений:
| № | Муниципальное образование       | Административный центр | Количество населённых пунктов | Население (чел.) | Площадь (км²) |
| - | ------------------------------- | ---------------------- | ----------------------------- | ---------------- | ------------- |
| 1 | Клетнянское городское поселение | пгт Клетня             | 10                            | ↘12 032          | 125,44        |
| 2 | Акуличское сельское поселение   | село Акуличи           | 8                             | ↘816             | 149,90        |
| 3 | Лутенское сельское поселение    | село Лутна             | 20                            | ↘972             | 335,20        |
| 4 | Мирнинское сельское поселение   | посёлок Мирный         | 24                            | ↘1717            | 474,30        |
| 5 | Мужиновское сельское поселение  | село Мужиново          | 13                            | ↘923             | 225,30        |
| 6 | Надвинское сельское поселение   | деревня Синицкое       | 18                            | ↘572             | 272,70        |

## Населённые пункты
В Клетнянском районе 92 населённых пункта.
| №  | Населённый пункт            | Тип     | Население | Муниципальное образование       |
| -- | --------------------------- | ------- | --------- | ------------------------------- |
| 1  | Августовский                | посёлок | ↗13       | Акуличское сельское поселение   |
| 2  | Акуличи                     | село    | ↘468      | Акуличское сельское поселение   |
| 3  | Александровка               | деревня | ↘11       | Мирнинское сельское поселение   |
| 4  | Алексеевка                  | деревня | ↘245      | Лутенское сельское поселение    |
| 5  | Алень                       | деревня | ↘272      | Мужиновское сельское поселение  |
| 6  | Бабка                       | деревня | →0        | Надвинское сельское поселение   |
| 7  | Бобров                      | деревня | →2        | Надвинское сельское поселение   |
| 8  | Болотня                     | деревня | ↘218      | Мирнинское сельское поселение   |
| 9  | Борятино                    | деревня | ↘78       | Лутенское сельское поселение    |
| 10 | Бульшево                    | деревня | ↘248      | Акуличское сельское поселение   |
| 11 | Быстрянка                   | посёлок | ↘108      | Клетнянское городское поселение |
| 12 | Гнилица                     | деревня | ↘31       | Акуличское сельское поселение   |
| 13 | Горень                      | деревня | →0        | Мужиновское сельское поселение  |
| 14 | Дедня                       | деревня | →0        | Клетнянское городское поселение |
| 15 | Добрая Корна                | деревня | ↘172      | Мирнинское сельское поселение   |
| 16 | Елисеевка                   | деревня | ↘41       | Мирнинское сельское поселение   |
| 17 | Еловка                      | деревня | ↘2        | Мирнинское сельское поселение   |
| 18 | Задня                       | посёлок | →46       | Лутенское сельское поселение    |
| 19 | Занадвинский                | посёлок | →0        | Клетнянское городское поселение |
| 20 | Затестье                    | деревня | →1        | Мирнинское сельское поселение   |
| 21 | Каменец                     | село    | ↗9        | Мирнинское сельское поселение   |
| 22 | Камнев                      | хутор   | ↘21       | Мирнинское сельское поселение   |
| 23 | Клетня                      | пгт     | ↘11 947   | Клетнянское городское поселение |
| 24 | Клин                        | деревня | →0        | Лутенское сельское поселение    |
| 25 | Козенковка                  | деревня | →6        | Лутенское сельское поселение    |
| 26 | Козловчик                   | деревня | ↘16       | Мирнинское сельское поселение   |
| 27 | Коммуна                     | деревня | ↘5        | Мирнинское сельское поселение   |
| 28 | Коростовец                  | деревня | →8        | Мирнинское сельское поселение   |
| 29 | Коршево                     | деревня | ↘96       | Акуличское сельское поселение   |
| 30 | Кочетов                     | деревня | ↗16       | Надвинское сельское поселение   |
| 31 | Красная Пристань            | деревня | ↘17       | Мирнинское сельское поселение   |
| 32 | Краснополье                 | деревня | ↘5        | Мужиновское сельское поселение  |
| 33 | Красный Дворец              | деревня | →0        | Клетнянское городское поселение |
| 34 | Красный Ятвиж               | деревня | →51       | Мирнинское сельское поселение   |
| 35 | Лозовка                     | деревня | →19       | Лутенское сельское поселение    |
| 36 | Лосевка                     | деревня | →0        | Лутенское сельское поселение    |
| 37 | Лутна                       | село    | ↘641      | Лутенское сельское поселение    |
| 38 | Малаховка                   | деревня | ↘2        | Лутенское сельское поселение    |
| 39 | Меловое                     | деревня | →25       | Мирнинское сельское поселение   |
| 40 | Миголин                     | деревня | →11       | Надвинское сельское поселение   |
| 41 | Мирный                      | посёлок | ↘691      | Мирнинское сельское поселение   |
| 42 | Мичурино                    | деревня | ↘44       | Надвинское сельское поселение   |
| 43 | Мощеное                     | деревня | ↘18       | Акуличское сельское поселение   |
| 44 | Мужиново                    | село    | ↘388      | Мужиновское сельское поселение  |
| 45 | Набат                       | деревня | ↘2        | Надвинское сельское поселение   |
| 46 | Надва                       | деревня | ↘23       | Надвинское сельское поселение   |
| 47 | Неделька                    | деревня | ↘112      | Мужиновское сельское поселение  |
| 48 | Николаевка                  | деревня | ↘107      | Мужиновское сельское поселение  |
| 49 | Новая Мармазовка            | деревня | →0        | Мужиновское сельское поселение  |
| 50 | Новая Надва                 | деревня | ↘13       | Надвинское сельское поселение   |
| 51 | Новая Осиновка              | деревня | ↗132      | Надвинское сельское поселение   |
| 52 | Новая Пестраковка           | деревня | →11       | Надвинское сельское поселение   |
| 53 | Новоалексеевка              | деревня | ↘5        | Мужиновское сельское поселение  |
| 54 | Новожеевка                  | хутор   | ↘7        | Лутенское сельское поселение    |
| 55 | Новотроицкое                | деревня | ↘220      | Мужиновское сельское поселение  |
| 56 | Оброчное                    | деревня | ↘36       | Лутенское сельское поселение    |
| 57 | Озерцо                      | деревня | ↘25       | Мужиновское сельское поселение  |
| 58 | Ольшанка                    | деревня | →3        | Лутенское сельское поселение    |
| 59 | Ольшанка                    | деревня | →0        | Мужиновское сельское поселение  |
| 60 | Осиновка                    | деревня | →8        | Лутенское сельское поселение    |
| 61 | Павлинки                    | деревня | ↘150      | Надвинское сельское поселение   |
| 62 | Пестраковка                 | деревня | ↘0        | Лутенское сельское поселение    |
| 63 | Погарь                      | деревня | →6        | Надвинское сельское поселение   |
| 64 | Полипоновка                 | деревня | ↘16       | Лутенское сельское поселение    |
| 65 | Прыща                       | деревня | ↘66       | Лутенское сельское поселение    |
| 66 | Пушкино                     | деревня | →0        | Мужиновское сельское поселение  |
| 67 | Рабочая Кадра               | посёлок | →0        | Мирнинское сельское поселение   |
| 68 | Романовка                   | деревня | ↘11       | Лутенское сельское поселение    |
| 69 | Роща                        | деревня | ↘23       | Лутенское сельское поселение    |
| 70 | Сальниково                  | деревня | ↘9        | Надвинское сельское поселение   |
| 71 | Свара                       | деревня | →0        | Мирнинское сельское поселение   |
| 72 | Северец                     | деревня | ↘2        | Мужиновское сельское поселение  |
| 73 | Сельцо                      | деревня | ↘31       | Надвинское сельское поселение   |
| 74 | Семиричи                    | деревня | ↘209      | Мирнинское сельское поселение   |
| 75 | Серебрякова                 | деревня | ↘15       | Лутенское сельское поселение    |
| 76 | Синицкое                    | деревня | ↘243      | Надвинское сельское поселение   |
| 77 | Сметковщина                 | деревня | →8        | Надвинское сельское поселение   |
| 78 | Смородинец                  | деревня | →0        | Акуличское сельское поселение   |
| 79 | Соловьяновка                | деревня | ↘43       | Мирнинское сельское поселение   |
| 80 | Старая Мармазовка           | деревня | ↘143      | Лутенское сельское поселение    |
| 81 | Строительная Слобода        | деревня | ↘225      | Акуличское сельское поселение   |
| 82 | Струек                      | деревня | ↗2        | Клетнянское городское поселение |
| 83 | Тельча                      | деревня | ↘56       | Мирнинское сельское поселение   |
| 84 | Титовка                     | деревня | ↘4        | Мирнинское сельское поселение   |
| 85 | Узровье                     | посёлок | ↘50       | Мирнинское сельское поселение   |
| 86 | Харитоновка                 | деревня | ↘287      | Мирнинское сельское поселение   |
| 87 | Черемуха                    | деревня | ↘14       | Надвинское сельское поселение   |
| 88 | Ширковка                    | деревня | ↘138      | Мирнинское сельское поселение   |
| 89 | 4-й км Мамаевской ж/д Ветки | посёлок | →0        | Клетнянское городское поселение |
| 90 | 7-й км Мамаевской ж/д Ветки | посёлок | ↘30       | Клетнянское городское поселение |
| 91 | 8-й км Мамаевской ж/д Ветки | посёлок | →0        | Клетнянское городское поселение |
| 92 | 9-й км Мамаевской ж/д Ветки | посёлок | →0        | Клетнянское городское поселение |

Упразднённые населённые пункты
- 2001 год — деревни Вязовое, Ивановка 1-я, Ивановка 2-я, Стефановка, Чернавка, Черникова и посёлок Косное[24].
- 2002 год — деревни Берёзка, Бабинка, Логатинка и поселок Краснопартизанский.

- 2022 год — Будка 26 км

## Достопримечательности
- Клетнянский парк культуры и отдыха.

## Знаменитые земляки
- Филипп Трофимович Зыкин (1915—1961) — старший сержант Рабоче-крестьянской Красной Армии, участник Великой Отечественной войны, Герой Советского Союза (1945).
- Владимир Васильевич Дорошков (род. 16 августа 1956, п. Клетня Брянской области) — российский правовед, доктор юридических наук (2004), профессор (2011), член-корреспондент Российской академии образования (2012), член экспертного совета по праву Высшей аттестационной комиссии РФ, судья Верховного Суда Российской Федерации с 1994 по 2013 год. Заслуженный юрист Российской Федерации (2003).
- Василий Павлович Михалёв (12 октября 1924 — 1 ноября 1974) — участник Великой Отечественной войны, кавалер ордена Славы трёх степеней.
- Ида Ильинична  Хохлова , доктор сельскохозяйственных наук, профессор.